# Bactrocythara agachada
Bactrocythara agachada is een slakkensoort uit de familie van de Mangeliidae. De wetenschappelijke naam van de soort is voor het eerst geldig gepubliceerd in 1994 door Rolán, Otero-Schmitt & Fernandes.